# 오타키 에이이치 (음반)
《오타키 에이이치》(일본어: 大瀧詠一)는 1972년 11월 25일에 발매된 핫피 엔도 출신 일본의 음악가 오타키 에이이치의 데뷔 솔로 음반이다.

## 배경
핫피 엔도의 두 번째 음반 《카제마치 로망》은 1971년 5월 7일부터 레코딩이 시작되지만, 호소노 하루오미의 의향에 의해 8월 3일, 미나미 마사토의 레코딩으로 알게 된 요시노 카네츠구가 엔지니어로서 참가하는 것이 결정되었다. 여기서부터 《카제마치 로망》의 실질적인 음반 제작이 시작되어 〈여름입니다〉, 〈바람을 모아〉, 〈꽃 찾으러 왔단다〉가 요시노 믹서에 의해서 녹음되었다. 그러나, 본격적으로 요시노에서 《카제마치 로망》의 제작이 시작될 무렵, 오타키 에이이치는 대부분의 작품을 우메즈 타츠오 믹서의 손에 의해서 이미 완성하고 있었기 때문에, 요시노가 손수 만든 오타키 작품은 〈봄이여 오라〉의 앤서 송인 〈봄 난만〉과, 〈짜증〉의 속편인 〈태풍 만〉이 되었다. 그리고 〈여름입니다〉 등의 호소노 작품에 오타키는 전혀 참여하지 않았기 때문에 스튜디오에서 혼자 힘겨운 시간이 늘어갔다. 거기서 이 《카제마치 로망》을 킹레코드로부터 발매하고 싶다고 계획해 스튜디오에 일참하고 있던 디렉터 미우라 미츠키와의 잡담의 시간이 증가해 갔다.

## 녹음 및 제작
오타키는 "음반"이라는 호칭은 원래 SP반을 묶는 통이 음반처럼 보였기 때문에 그렇게 불리게 되었다는 이야기를 들은 이후 자신이 만든다면 싱글반 6장을 발매하고 그것들을 모아 음반화하고 싶다고 말하고 있었다. 그리고 솔로 데뷔 싱글 〈사랑의 기차 폭폭〉이 《카제마치 로망》으로부터의 싱글컷인 〈꽃 찾으러 왔단다/여름입니다〉와 같은 날에 발매되었다. 그리고, 두 번째 솔로 겸 싱글 〈하늘 나는 고래〉의 발매 직전, 미우라 디렉터가 킹 제작부 교양과로부터 독립해 벨우드 레코드의 설립에 관계한다. 1972년 2월 17일 벨우드 출범 기자회견이 열렸으며, 오타키는 솔로를 이어가는 의미로 참여한다. 그 결과 1집은 URC 원반, 2집부터 벨우드 원반이라는 변칙적인 형태로, 하늘을 나는 고래는 벨우드의 3집 싱글로 발매됐다. 미우라는 출판을 PMP에 맡기고, 오타키는 여기서 아사쓰마 이치로와 처음 만나게 되었다.
그 후 여러 사정에 의해 "싱글 6장 구상"은 "솔로 음반 구상"으로 변경, 오타키는 2장의 싱글을 일단 습작으로 생각해 1972년 4월부터 새롭게 음반 제작이 개시되었다. 그리고 오타키에게 특별히 인연의 작품이 된 하늘 나는 고래는 음반에 넣지 않았다. 그래서 원래 이 음반의 제목은 〈하늘을 나는 고래〉도 넣어 승합마차의 의미로 옴니버스가 될 예정이었으나 싱글 6장 구상이 깨진 시점에서 옴니버스라는 음반 타이틀도 소멸되고 거기서 생각되었던 것이 자신의 원점인 엘비스 프레슬리의 데뷔 음반 타이틀이었다. 《Elvis Presley》라고 하는 심플한 것이었기 때문에, 이 1집도 이름뿐인 《오타키 에이이치》가 되었다.다만 아티스트 이름과 구별하기 위해 일반적으로는 퍼스트라고 불린다.

## 곡 목록
모든 곡들은 특별한 언급이 없는 한 오타키 에이이치에 의해 작사/작곡하였다.
| #  | 제목                                        | 작사·작곡                        | 재생 시간 |
| -- | ------------------------------------------- | -------------------------------- | --------- |
| 1. | 〈생각 (おもい)〉                           |                                  | 1:03      |
| 2. | 〈그건 내가 아니야 (それはぼくぢゃないよ)〉 | 마츠모토 타카시, 오타키 에이이치 | 3:13      |
| 3. | 〈약속 (指切り)〉                           | 마츠모토 타카시, 오타키 에이이치 | 3:34      |
| 4. | 〈가난뱅이 (びんぼう)〉                     |                                  | 2:10      |
| 5. | 〈오월비 (五月雨)〉                         |                                  | 1:54      |
| 6. | 〈화창함 (ウララカ)〉                       |                                  | 2:11      |

| #  | 제목                                              | 작사·작곡                        | 재생 시간 |
| -- | ------------------------------------------------- | -------------------------------- | --------- |
| 1. | 〈더위 탓 (あつさのせい)〉                        |                                  | 2:42      |
| 2. | 〈늦잠꾸러기 (朝寝坊)〉                           |                                  | 2:05      |
| 3. | 〈수채화 마을 (水彩画の町)〉                      | 마츠모토 타카시, 오타키 에이이치 | 2:18      |
| 4. | 〈산발 (乱れ髪)〉                                 | 마츠모토 타카시, 오타키 에이이치 | 2:17      |
| 5. | 〈사랑의 기차 폭폭 제2부 (恋の汽車ポッポ第二部)〉 | 에도몬 타마테츠, 타라오 반나이   | 2:35      |
| 6. | 〈살려보자! 그 사랑 (いかすぜ! この恋)〉          | 타라오 반나이                    | 2:16      |